# 채원개
채원개(蔡元凱, 1895년 3월 24일~1974년 2월 16일)는 한국의 독립운동가이다.

## 생애
평안도 영원 출신인 그는 다니던 학교가 폐쇄되자 군사학을 배우기 위해 조선보병대(朝鮮步兵隊)에서 4년간 복무했다.
1919년, 3·1 운동 당시 귀향하여 이에 가담하다 구속되었으며, 이후 탈옥해 만주로 망명하여 그곳에서 대한독립단의 훈련책으로 활동했다. 1921년에는 통의부 대표로 김창환(金昌煥), 심용준(沈龍俊) 등과 국민대표자대회에 참석했으며, 임시정부지령으로 뤄양육군강무학교(洛陽陸軍講武學校)에 파견되어 한국 유학생의 지도책임을 맡았다. 이후 중국의 직봉전쟁에 참전하기도 했다. 
1925년에는 임시정부로부터 육군대위 및 임시의정원 평안대의원에 임명되었으며, 3월에는 대한민국 임시정부 대통령 이승만 탄핵안 심판위원에 피선되어 이승만의 파면을 판결했다. 1926년에는 참의부군무위원에 임명되었으며, 1927년 황푸 군관학교에 파견되어 유학생을 지도했다.
1942년에는 한국광복군 총사령부 총무처장, 1944년에는 광복군 제1지대장을 역임했으며, 광복 후에는 교포들의 재산 보호 및 안전 귀환에 노력하다가 1946년 12월이 되어서야 귀국했다. 귀국 후에는 육군사관학교 3기특과를 나온 뒤 연대장·사단장을 거쳐 1950년 준장으로 예편했다.